# Tom Staar
Thomas Ingamells (24 de Octubre, 1982, Londres, Inglaterra), más conocido por su nombre artístico Tom Staar, es un DJ, y productor de discos inglés.

## Biografía
Thomas Ingamells, mejor conocido como ´´Tom Staar´´, es un DJ y productor de discos inglés, de nacionalidad británica, ha trabajado con diferentes discografías, entre ellas Star traxx, Size Records, Spinnin Records, Axtone. 
Muchos de sus singles permanecen durante varias semanas consecutivas en el top 100 en la plataforma de descarga Beatport, incluidos "Totem", "Jericho" o "Wide Awake" y "Bora". Estos cuatro singles, con el remix de "Apocalypse" (con Kryder), son sus cuatro actuaciones más grandes.

## Discografía

### Sencillos
- 2012: "Home" (We Are Friends Vol.1) [Mau5trap]
- 2012: "Cheyenne" [Kindergarten Recordings]
- 2012: "Evil Lurks" (con Wolfgang Gartner) [Ultra]
- 2012: "Kingdom" [Mixmash Records]
- 2013: "After Dark" (con Style of Eye) [Wall Recordings]
- 2013: "Trident" [Staar Traxx]
- 2013: "Staars" (feat. in Atlanta) [Spinnin' Records]
- 2013: "Faces" (con Chrom3) [Kindergarten Records]
- 2014: "Rocket" [Toolroom Records/Armada Trice]
- 2014: "Matterhorn" (con Kaz James) [Staar Traxx]
- 2014: "Totem" (con Ansolo) [Size Records]
- 2014: "Jericho"' (con Kryder) [Size Records]
- 2015: "Wide Awake" (con Still Young) [Spinnin' Records]
- 2015: "Bora" [Axtone Records]
- 2015: "Higher [Sprs]
- 2015: "De Puta Madre" (con Kryder and The Wulf) [Sprs]
- 2015: "Kraken" (con Knife Party) [Earstorm / Big Beat Records]
- 2016: "Empire" (con Dimitri Vangelis & Wyman) [Buce Records]
- 2016: "The Funkatron" (con Robbie Rivera) [Axtone Records]
- 2016: "Disappear" (con NEW_ID) [Sprs]
- 2016: "Me Sueño" (feat. Martina Carmago) [Cartel Recordings]
- 2017: "Railgun" (con Daddy's Groove) [Doorn Records]
- 2017: "Sunshine" (con Rob & Jack) [Staar Traxx / Armada Deep]
- 2017: "Bird Flu" (con Corey James) [Cartel Recordings]
- 2017: "Drift" [Size Records]
- 2017: "Nighttrain" [Musical Freedom]
- 2018: "Come Together" (con Matt Hope) [Axtone Records]
- 2018: "Flight Of The Buzzard" [Armada Music]
- 2018: "Otherside" (con Eddie Thoneick) [Axtone Records][3]
- 2018: "Bombs Away" (con Sunnery James & Ryan Marciano) [Size Records][4]
- 2019: "This Ain't Techno" (con David Guetta) [Spinnin' Records][5]
- 2019: "East Soul" (con Trace) [Spinnin' Récords][6]
- 2019: "Hornets Nest" (con Brian Cross) [Spinnin' Récords]
- 2020: "Body Beat" (con Jack Back) (Toolroom Productions)[7]
- 2020: "Still Better Off" (con Armin van Buuren & Mosimann) (Armind)[8]
- 2020: "Waiting On My Love" (con Kryder feat. Ebson) (Axtone)[9]
- 2020: "In My Soul" (con Avira feat. Diana Mino) [Armada Music][10]
- 2020: "U & I" (feat. Leo Stannard) [Armada Music][11]

### Remixes
- 2011: Marina and the Diamonds – "Radioactive" (Tom Staar Remix) [679 Recordings]
- 2012: My Digital Enemy and Rob Marmot – "African Drop" (Tom Staar Remix) [Wall Recordings]
- 2012: Afrojack and Shermanology – "Can't Stop Me" (Kryder & Tom Staar Remix) [Wall Recordings]
- 2013: Tommy Trash – "Monkey See Monkey Do" (Tom Staar Remix) [mau5trap]
- 2013: Francesco Rossi – "Paper Aeroplane" (Tom Staar Remix) [d:vision]
- 2013: Dirty South featuring Joe Gil – "Until The End" (Tom Staar Mix) [Phazing]
- 2013: Dave Spoon – "At Night" (Tom Staar Remix) [Toolroom Records]
- 2014: Arno Cost and Norman Doray – "Apocalypse 2014" (Kryder & Tom Staar Remix) [Spinnin Records]
- 2014: Armin van Buuren – "Ping Pong" (Kryder & Tom Staar Remix) [Armind (Armada)]
- 2014: Galantis – "You" (Tom Staar Remix) [Big Beat Records]
- 2014: Dansson and Marlon Hoffstadt – "Shake That" (Tom Staar Remix) [Ffrr]
- 2015: Above & Beyond featuring Alex Vargas – "All Over The World" (Tom Staar's 5 am Black Remix) [Anjunabeats]
- 2015: Sam Feldt – "Show Me Love" (Kryder & Tom Staar Remix) [Spinnin Remixes]
- 2015: Will K – "Here Comes The Sun" (Tom Staar Remix) [Armada Trice]
- 2015: Dimitri Vegas & Like Mike vs Ummet Ozcan – "The Hum" (Kryder & Tom Staar Remix) [Smash The House]
- 2016: Federico Scavo – "Que Pasa" (Tom Staar Remix) [d:vision]
- 2018: Thomas Gold - "Begin Again" (Tom Staar Remix) [Armada Music]
- 2018: David Guetta feat. Anne-Marie - "Don't Leave Me Alone" (Tom Staar Remix) [What a Music][12]
- 2018: Basement Jaxx - "Bingo Bango" (Tom Staar and Kryder Remix) [XL Recordings][13]
- 2018: The Chainsmokers feat. Kelsea Ballerini - "This Feeling" (Tom Staar Remix)[14]
- 2018: David Guetta & Black Coffee feat. Delilah Montagu - "Drive" (Tom Staar Remix) [Ultra Records][15]
- 2018: Cedric Gervais - "Do It Tonight" (Tom Staar Remix) [Delecta Records][16]
- 2019: Oliver Heldens feat. Shungduzo - "Fire In My Soul" (Tom Staar Remix)
- 2019: Cliq feat. Caitlyn Scarlett, Kida Kudz amd Double S - "Dance on the Table" (Tom Staar Remix) [Sony Music][17]
- 2019: David Guetta & Martin Solveig - "Thing for You" (Tom Staar Remix)[18]
- 2020: Klubbheads - "Kickin' Hard" (Tom Staar Remix)[19]
- 2020: Ferry Corsten - "Punk" (Tom Staar Remix)[20]
- 2020: Luciana - "Watching You Watching Me" (Tom Staar Remix)[21]
- 2020: Jurgen Vries - "The Theme" (Tom Staar Remix)[22]